# Rynek Łazarski
Rynek Łazarski – zabytkowy rynek miejski w Poznaniu na Łazarzu. Powierzchnia ogólna rynku wynosi 5800 m² (pod handel przeznaczone jest około 4000m²). Aktualnie na rynku znajduje się około 300 stanowisk handlowych.
Nazwę rynek Łazarski nosi również ulica o długości 545 m przebiegająca przy targowisku.
W latach 2020–2021 prowadzona jest rewitalizacja rynku. Stragany umieszczone zostaną pod zadaszeniem, a Lejek Łazarski stanie się deptakiem.